# プーミ・ウォンウィチット
プーミ・ウォンウィチット（Phoumi Vongvichit, 1909年4月6日 - 1994年1月7日）は、ラオスの政治家。ラオス内戦期における左派勢力パテート・ラーオの政治指導者であり、戦後はラオス人民民主共和国主席代行を務めた。

## 生涯
プーミ・ウォンウイチットは、シエンクワーン県の役人の息子として生まれた。彼はラオスの首都ヴィエンチャンで教育を受け、同地の植民地機関で働くようになった。ヴィエンチャン、ルアンパバーン、そしてシエンクワーンと配属された後、市長 (chao muang) に昇進し、シエンクワーン（1939年）およびヴィエンチャン（1940年 - 1945年）で働いた。
1944年12月、フアパン県の知事 (chao khoueng) に任命され、翌1945年2月に赴任した。同年3月、仏印駐留の日本軍が「明号作戦」でフランス軍を駆逐すると、4月にはサムヌアに進駐してきたため、プーミは日本軍に協力した。8月に日本軍が降伏すると、10月にフランス軍がサムヌアの町を一時占拠したため、プーミは彼らと協力したが、まもなくルアンパバーンに脱出し、抵抗運動に参加した。

### 対仏抗戦期
1945年10月、「ラーオ・ペン・ラーオ統一戦線」に加入し、ルアンパバーン県知事顧問に任命。12月、再びフアパン県知事に任命され、ベトミンと協力して同地のフランス軍を攻撃した。1946年2月、ムアン・フン郡長に任命され、フランス軍に押されて北上する政府機関と軍に供給する食糧備蓄の任務に当たり、その後タイ北部に逃れた。
タイにおいて3年間、ラーオ・イサラとして活動し、タイ＝ラオス及びタイ＝ビルマ国境でゲリラ戦を指導した。1949年末、タイ国内ラーオ・イサラ亡命政府の解散に伴う恩赦の申出を拒絶し、プーミはスパーヌウォンとともに、抵抗を継続した。1950年4月29日、インドシナ共産党に入党。同年8月、彼はネーオ・ラーオ・イサラ（自由ラオス戦線）の創立大会に列席し、同戦線中央委員会常務委員に選出され、また戦線がヴィエンチャンの王国政府に対抗して設立した「ラオス抗戦政府」の副首相兼内相に指名された。抗戦政府は国際的承認を得られなかったが、プーミは1957年11月の連合政府の樹立に伴い抗戦政府が総辞職するまで、両役職を名目上保持していた。
1954年から1955年、ポンサーリー県とフアパン県の再統合に関し、プーミはパテート・ラーオ代表団を率いてラオス王国政府との交渉に当たった。1955年3月、プーミはラオス人民党の創設メンバーの一人となり、党政治局員に選出された。さらに1956年1月、ネーオ・ラーオ・イサラがラオス人民党指導下の左派大衆組織であるネーオ・ラーオ・ハクサート（ラオス愛国戦線）に改組されると、その中央委員に選出された。プーミは統合に関する交渉に関与し続け、1957年、それは「ヴィエンチャン協定」として知られる諸協定への署名として結実した。これは、第1次連合政府の樹立へと道を開き、同政府でプーミは宗教・芸術相を務めた（他のネーオ・ラーオ・ハクサート閣僚に、スパーヌウォン計画・建設・都市開発相がいた）。この時より、プーミは仏教の僧侶に強い関心を持つようになり、ラオス社会のアメリカ化に対抗する宣伝手段として、そしてラオスの文化的価値観の宣伝媒体として、その可能性を認めていた。
1958年5月に国民議会補充選挙が実施されると、プーミはルアンパバーンの選挙区から立候補し、国民議会議員に当選した。同選挙で左派が躍進したことで、右派による圧力が強まり、同年7月22日、プーマ内閣は総辞職した。8月18日、右派のプイ・サナニコーンが首相に就任すると、ネーオ・ラーオ・ハクサート閣僚は排除され、連合は崩壊した。1959年7月28日、プーミは他のネーオ・ラーオ・ハクサート議員とともに反逆罪で逮捕され、いかなる裁判も受けずに投獄された。1960年5月、彼はスパーヌウォンと他のネーオ・ラーオ・ハクサート幹部、さらには監視兵ともども脱獄し、シエンクワーンのネーオ・ラーオ・ハクサート支配地区へ逃れた。

### ラオス内戦時
1960年12月、ヴィエンチャンの戦いで中立派軍が右派軍に破れ、ジャール平原に後退すると、プーミは左派＝中立派間の協力の手はずを整えた。1961年から翌年にかけて、彼はネーオ・ラーオ・ハクサート代表団を率いてラオス中立に関するジュネーヴ会議に臨み、連合政府の樹立で合意した。1962年6月23日、プーマを首班とする第2次連合政府が成立し、プーミは情報・宣伝・観光相として入閣した。1963年、中立派の指導者への政治的暗殺が続発し、内戦が再発。首都ヴィエンチャンの治安が悪化するにおよび、4月3日にはネーオ・ラーオ・ハクサート代表団の要員は首都から脱出し、連合政府は事実上崩壊状態となった。プーミも4月19日に首都を去り、ネーオ・ラーオ・ハクサートの支配地域であるカンカーイに移動した。翌年4月18日から19日にかけて、ヴィエンチャンにおいて右派によるクーデターが勃発し、プーマ首相およびスパーヌウォン以下の閣僚が逮捕された。クーデター自体は失敗に終わり、閣僚はまもなく釈放されたが、結局連合政府からネーオ・ラーオ・ハクサートは排除され、6月、ヴィエンチャンに残留していたネーオ・ラーオ・ハクサート閣僚はジャール平原に引き揚げた。
この時までにラオスは、アメリカ＝北ベトナム間のベトナム戦争（第二次インドシナ戦争）に引きずり込まれていた。続く十数年、プーミはウィエンサイの鍾乳洞における生活と、国際共産党会議における多彩なパテート・ラーオ代表団の指導との間で行き来した。彼は党政治局及びラオス愛国戦線の両方でその地位を維持し、第3次連合政府の樹立交渉で指導的役割を果たした。1972年2月、ラオス人民革命党（ラオス人民党より改称）第2回党大会において政治局員に再選出され、序列第4位となる。1974年4月5日、暫定国民連合政府（第3次連合政府）で副首相兼外相に就任した。

### 人民民主共和国成立後
1975年12月のラオス人民民主共和国の樹立後、プーミは第二副首相兼教育・スポーツ・宗教相に任命された。1982年4月、第3回党大会において政治局員に再選出。同年の内閣改造で、プーミは閣僚評議会副議長（副首相）の専任となり、教育・情報・文化の全般に責任を負った。
1986年10月29日、国家主席のスパーヌウォンが健康上の理由により職務を全うできなくなったため、プーミは国家主席代行に選出された。同年11月、第4回党大会において政治局員に再選出。1987年9月、ラオス国家建設戦線 (LFNC) 第2回全国大会において、スパヌーウォンに代わり議長代行に選出され、翌1988年10月、正式に議長に就任した。
1991年3月、第5回党大会において政治局員から退き、スパーヌウォンおよびシソンポン・ラワンサイとともに、党中央委員会顧問に就任した。同年8月15日、第2期第6回最高人民会議において国家主席代行を辞任した。
1994年1月7日、心臓疾患のためヴィエンチャンで死去した。

## 著書
- Vaynyakoon Laaw, Sam Neua, 1967. （ラーオ語）
- Le Laos et la Lutte Victorieuse du Peuple Lao contre le Neo-colonialisme Americain, Neo Lao Hak Sat, 1968. （日本語訳：『人民のラオス』1970年）
- Khwaam Songcham Khong Xiivit Hao,Vientiane, 1987. （ラーオ語） （日本語訳：『激動のラオス現代史を生きて』2010年）
- Pawatsaat Muang Phuan, Vientiane, 1994. （ラーオ語）
- Khunsombat Mailae Sintham-Patiwat, Vientiane, 1995. （ラーオ語）